# Day of the deadmau5 - Live in Chicago
Day of the deadmau5 - Live in Chicago è il terzo album dal vivo realizzato dal disc jockey e produttore discografico canadese deadmau5 ed è stato registrato durante la seconda edizione del Day of the deadmau5. L'album vanta la partecipazione dal vivo della cantante e ballerina Kiesza nel brano Bridged by a Lightwave.

## Tracce
1. Channel 43
2. Some Chords (Dillon Francis Remix)
3. Maths
4. Maths (Cobra Effect Remix)
5. My Pet Coelacanth
6. Moar Ghosts 'n' Stuff
7. Ghosts 'n' Stuff [Chuckie Remix]
8. I Said [Michael Woods Remix]
9. Cthulhu Sleeps / Arguru 2k19
10. Bridged by a Lightwave
11. Monophobia
12. Antisec
13. Legendary
14. Pomegranate
15. Snowcone / When the Summer Dies
16. Imaginary Friends
17. Avaritia
18. Satrn
19. Coasted
20. The Veldt [deadmau5, Eric Prydz Edit]
21. The Veldt [Tommy Trash Remix]
22. Strobe